# 킬로그램

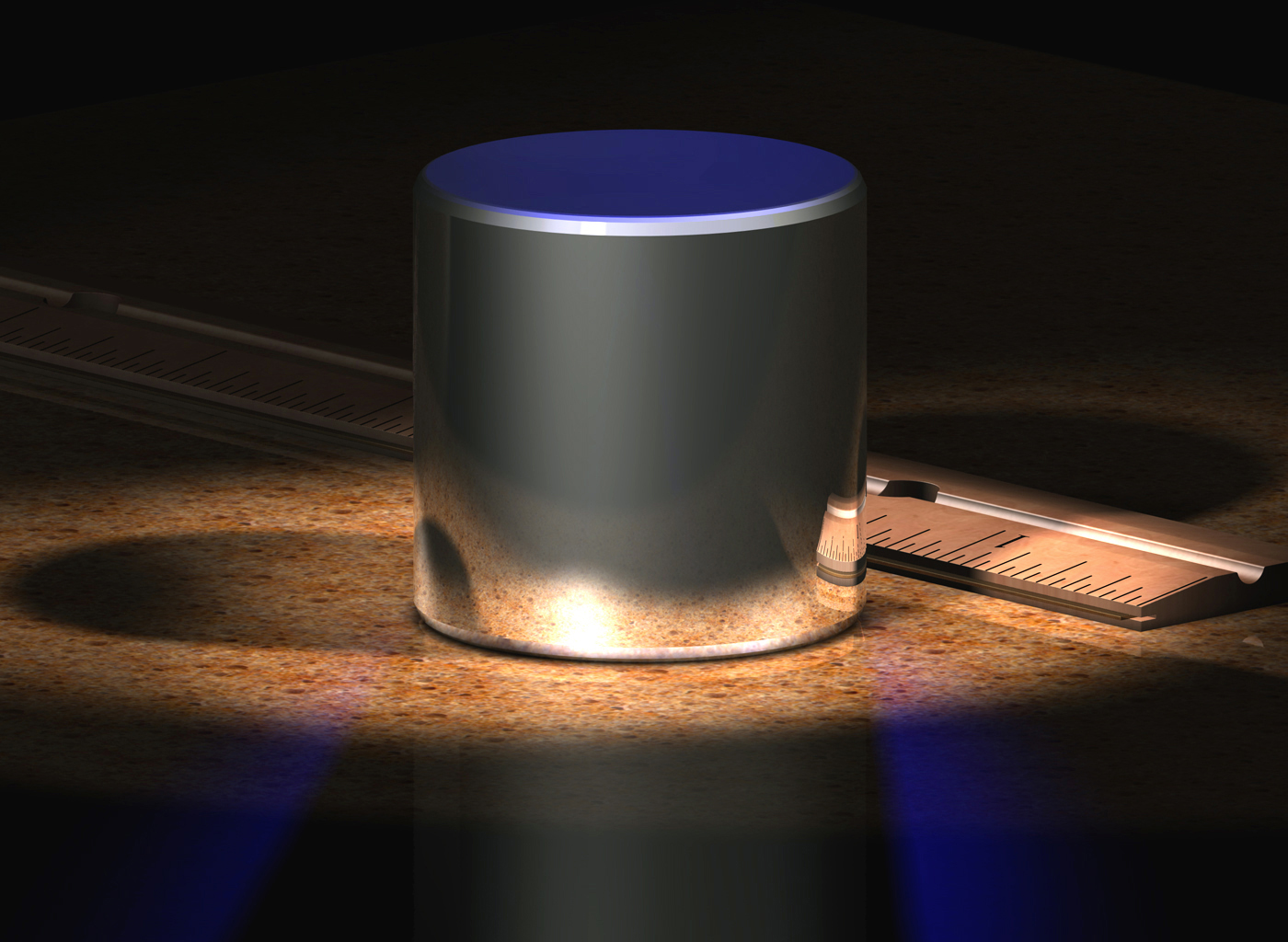
킬로그램 국제 원기의 컴퓨터 생성 이미지.

킬로그램(문화어: 키로그람, 영어: kilogram)은 SI 단위계에서 사용하는 질량의 기본 단위로 기호는 kg이다.
국제 단위계의 기본단위 가운데 질량의 단위인 킬로그램만이 역사적인 이유로 그 명칭이 접두어를 포함하고 있다. 질량 단위의 십진 배수 및 분수에 대한 명칭 및 기호는 단위 명칭 “그램”에 접두어 명칭을 붙이고 단위기호 “g”에 접두어 기호를 붙여서 사용한다.
{\displaystyle 1\mathrm {kg} \ =\ 10^{3}\mathrm {g} }

## 국제 표준원기에 의한 정의
킬로그램은 다음과 같이 국제 킬로그램 원기로 정의되는 단위이다. 백금-이리듐으로 만들어진 국제 킬로그램 원기는 1889년 제1차 국제도량형총회에서 지정한 상태 하에 국제도량형국(BIPM)에 보관되어 있는데 당시 국제도량형총회는 국제원기를 인가하고 다음과 같이 선언하였다.

이제부터는 이 원기를 질량의 단위로 삼는다.
킬로그램은 질량의 단위이며 국제킬로그램원기의 질량과 같으며, 그 기호는 “kg”으로 한다.

질량의 크기를 결정하는 표준물체로 국제도량형총회에서 지정된 킬로그램원기(백금 90％, 이리듐 10％)가 사용되며, 이 원기의 질량을 1kg으로 정하여 질량을 비교하는 질량의 표준단위로 사용한다.

## 새로운 표준 정의에 관한 논의

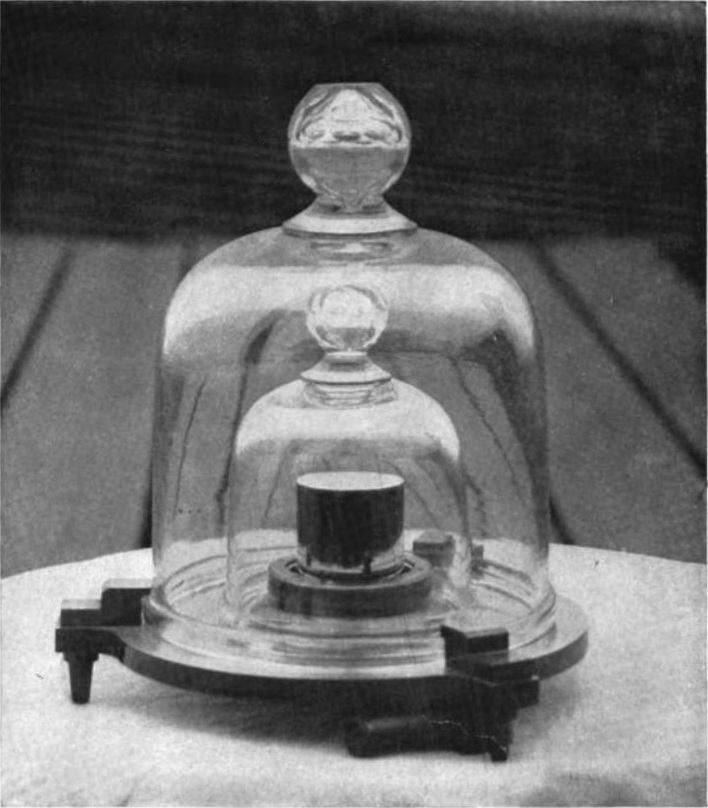
국립표준기술연구소에 보관 중인 백금(90%)과 이리듐(10%) 합금으로 이루어진 1kg 원기(原器)의 모습

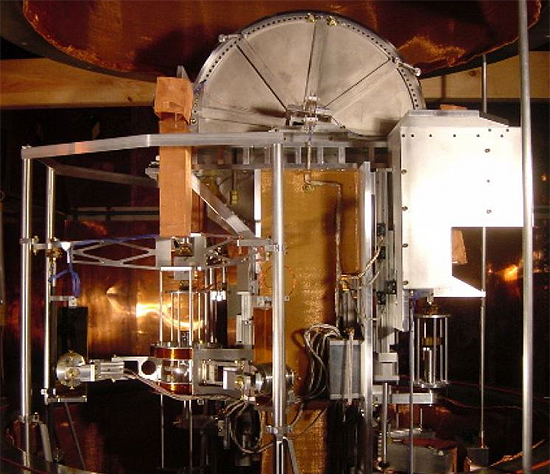
국립표준기술연구소의 와트 저울

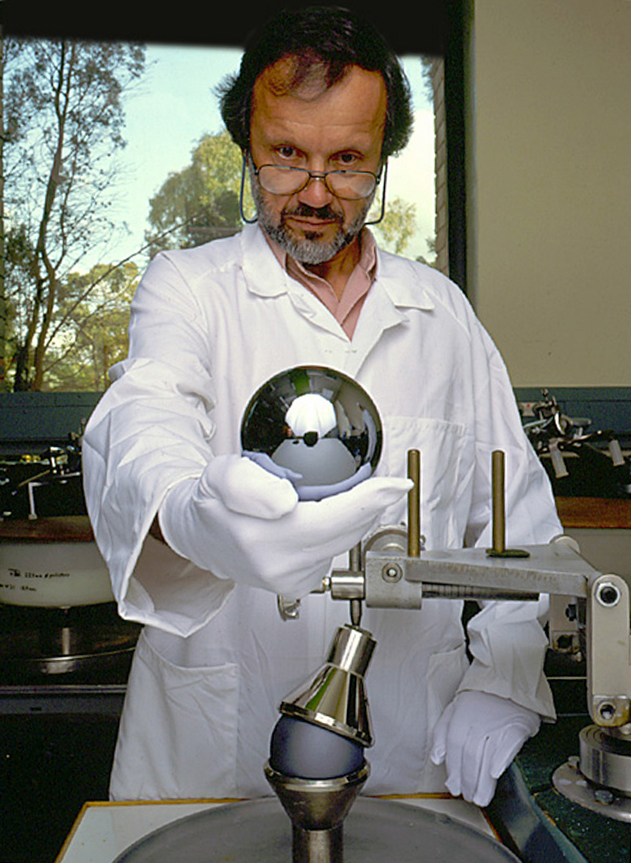
아보가드로 프로젝트에 사용되는 1kg짜리 실리콘 구

종전 킬로그램의 정의는 1901년 3차 국제도량형총회(CGPM)가 정한 "kg은 질량의 기본 단위이며 그 질량은 국제 킬로그램원기의 질량과 같다"는 정의에 따른다. 이에 따라 프랑스 파리 근교의 세브르 국제도량형국(BIPM) 금고에는 가로·세로 각 3.9cm 크기의 1kg 원기 원통이 보관되어 있다. 종전에는 7개의 SI 기본 단위 가운데 시간(s)·길이(m)·전류(A)·온도(K)·몰(mol)·광도(cd) 등 6개 단위는 모두 물리적 원리를 바탕으로 정의되어 있는데 반하여, 질량(kg)만이 유일하게 인공적으로 만든 원기를 표준으로 삼고 있었다.
하지만, 인공적으로 만든 원기를 표준으로 삼을 경우 인공 원기의 물리적 특성이 변할 수 있다는 문제점이 발생한다. 1kg의 기준이 바뀌면 질량과 관련된 물리량의 정의도 덩달아 바뀌게 된다. 실제로 국제도량형국(BIPM)은 2007년 "kg 원기의 질량이 50㎍(마이크로그램) 줄었다."고 밝힌 적이 있다. 과학자들이 kg의 정의를 재정립하려는 이유가 바로 여기에 있었다.
인공적으로 만든 인공 원기를 대체하여 kg 표준을 재정립하기 위해 국가간에도 '1kg 표준 정의'를 두고 치열한 대립이 발생하였다. 이와 같은 문제점을 해결하기 위해 다음의 두 가지 방식으로 kg의 정의를 재정립하려는 국제적인 움직임이 있었다. 첫째, 1kg짜리 실리콘 구를 만든 뒤 그 안에 있는 원자 수를 세어 이를 질량으로 환산하는 일명 '아보가드로 프로젝트(Avogadro project)' 방식과 둘째, 플랑크 상수를 사용하여 전기력을 중력으로 환산하는 소위 '와트 저울(Watt balance)' 방식으로 kg을 재정의하는 방안 등이 논의되었다. 한국은 미국, 프랑스 등이 연구하고 있는 '와트 저울' 방식을 지지하였다.

## 킬로그램의 새로운 정의
2011년 10월 21일, 프랑스 파리 근교에서 열린 제24차 국제도량형총회(CGPM)에서는 120년 이상 킬로그램의 정의로 사용된 '국제 킬로그램 원기(原器)'를 폐지하고, 새로운 정의를 도입한다는 방침을 정했다. 2018년 11월 16일 제26차 국제도량형총회(CGPM)에서 아래와 같이 재정의 되었다. 새로운 정의는 세계 측정의 날인 2019년 5월 20일부터 발효되었다.
킬로그램은 kg을 그 기호로 하며 질량에 관한 SI 단위이다. 플랑크 상수 h를 kg⋅m2⋅s−1와 동등한 J⋅s 단위로 표기할 때 6.62607015×10−34의 고정값을 취하도록 정의되며, 여기서 미터와 초는 c와 ΔνCs에 의하여 정의된다.

새 정의는 질량-에너지 등가 원리를 바탕으로 하고 있어 물질적인 표준 원기 없이 kg의 정의가 가능하다.
이러한 단위로 정의하면, kg은 다음과 같이 공식화된다.
kg = ⁠(299792458)2/(6.62607015×10−34)(9192631770)⁠⁠hΔνCs/c2⁠   = ⁠917097121160018/62154105072590475⁠1042⁠hΔνCs/c2⁠ ≈ (1.475521399735270×1040)⁠hΔνCs/c2⁠ .
이러한 정의는 일반적으로 종전의 정의와 일관성이 있어서, 새로운 1 킬로그램의 질량은 1 리터 물의 질량의 30 ppm의 범위 이내에 있다.

## SI 배수

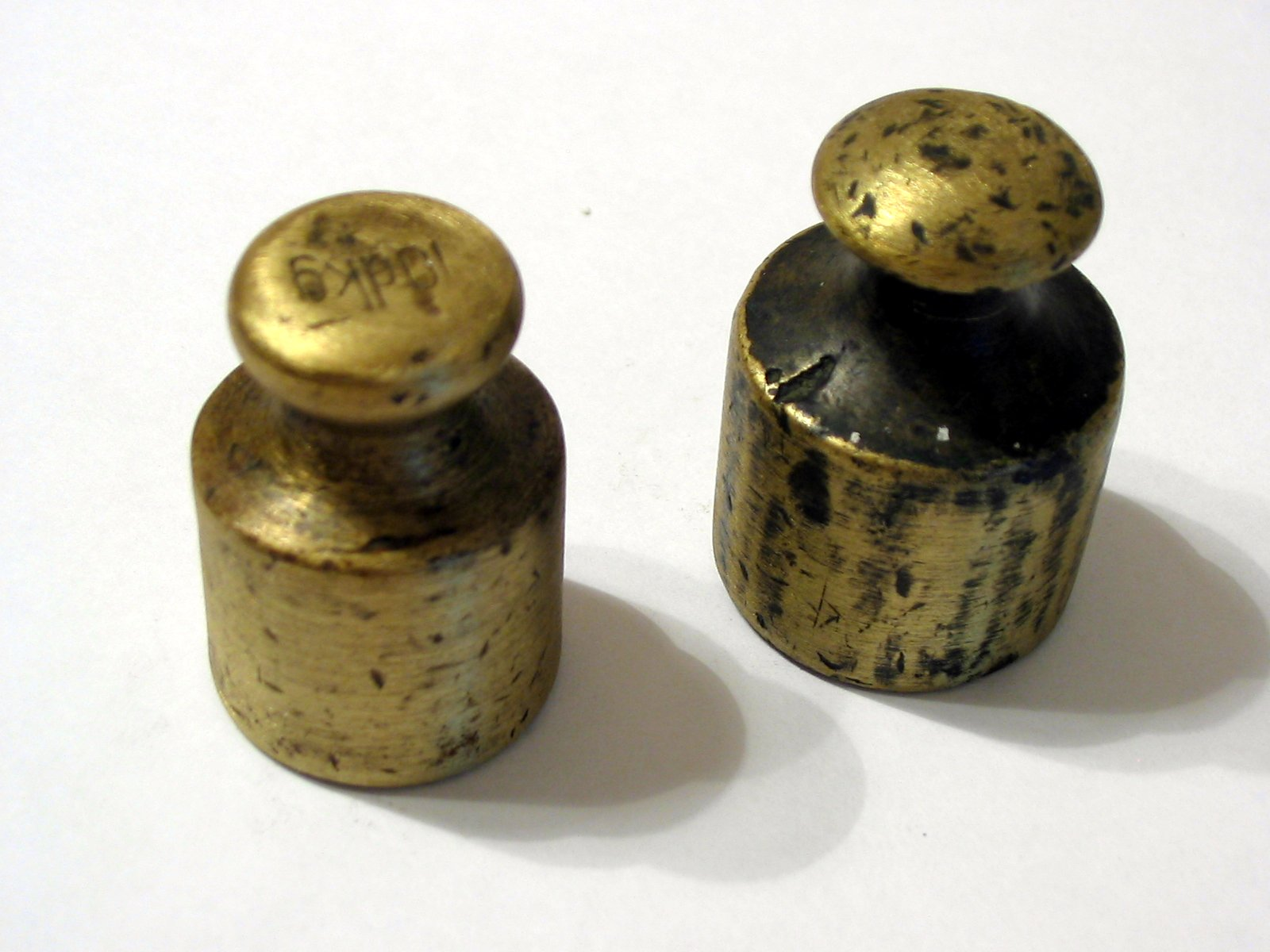
두 개의 100그램(0.1킬로그램) 원기.

SI 접두어는 두 개 이상이 연속해서 붙여질 수 없기 때문에, 접두어 사용시에는 이미 접두어가 붙은 단어인 ‘킬로그램’ 대신 ‘그램’이 사용된다. 예를 들어, 킬로그램의 백만분의 일은 1 µkg (마이크로킬로그램)이 아닌 1 mg (밀리그램)이다.
| 약수                                                 | 약수 | 약수              |        | 배수 | 배수                 | 배수 |
| 값                                                   | 기호 | 이름              | 값     | 기호 | 이름                 |      |
| 10–1 g                                               | dg   | 데시그램          | 101 g  | dag  | 데카그램             |      |
| 10–2 g                                               | cg   | 센티그램          | 102 g  | hg   | 헥토그램             |      |
| 10–3 g                                               | mg   | 밀리그램          | 103 g  | kg   | 킬로그램             |      |
| 10–6 g                                               | µg   | 마이크로그램(mcg) | 106 g  | Mg   | 메가그램(톤)         |      |
| 10–9 g                                               | ng   | 나노그램          | 109 g  | Gg   | 기가그램             |      |
| 10–12 g                                              | pg   | 피코그램          | 1012 g | Tg   | 테라그램(메가톤(Mt)) |      |
| 10–15 g                                              | fg   | 펨토그램          | 1015 g | Pg   | 페타그램             |      |
| 10–18 g                                              | ag   | 아토그램          | 1018 g | Eg   | 엑사그램             |      |
| 10–21 g                                              | zg   | 젭토그램          | 1021 g | Zg   | 제타그램             |      |
| 10–24 g                                              | yg   | 욕토그램          | 1024 g | Yg   | 요타그램             |      |
| 보편적으로 사용되는 접두어는 굵은 글씨로 표시하였음. |      |                   |        |      |                      |      |

## 같이 보기
- 그램(g)
- 톤(t)

### 주해
1. ↑  The avoirdupois pound is part of both United States customary system of units and the Imperial system of units. It is defined as exactly 0.45359237 kilograms.
2. ↑  “kilogram”이라는 철자는 국제 도량형국 및 미국 표준 기술 연구소, 영국 국립도량형국(National Measurement Office), 캐나다 국립연구소(National Research Council Canada), 오스트레일리아 국립도량형연구소(National Measurement Institute)에서 채택한 현대식 표기법이다.
3. ↑  이 문서 전체에서 사용되고 있는 “µ” 기호는 유니코드 특수문자 µ 기호 (&#x00B5)이며, μ 기호(&#x03BC)가 아니다.
4. ↑  마이크로그램의 기호로 표시된 그리스어 소문자 “µ”[참고 3](mu)는 아스키 코드에 포함되어 있지 않은 문자이다. 이 때문에 때때로 로마자 소문자인 “u”로 표기되기도 하나 이것은 올바른 표기는 아니다.
5. ↑  마이크로그램을 SI 기호인 “µg” 대신에 “mcg”로 표기하는 것은 미국 병원평가기관 제이코(JCAHO)가 사용 금지 약어, 머리글자 및 기호 목록에서 공식적으로 의사들에게 요구한 내용이다. 그 이유는 수기(手記)로 쓰여진 “µg”기호는 “mg”과 혼동되기 쉽고, 결국 이는 1000배의 약물 과다 투여라는 치명적인 사고로 이어질 위험이 있기 때문이다. 이러한 요구사항은 약물안전관리협회(ISMP)에서도 채택되었다.
6. ↑  마이크로그램은 종종 약칭인 “mcg”로 표기되기도 하는데, 이러한 표기는 의약품이나 식품의 성분 표시 등에서 흔하다. 이것은 마이크로그램의 접두어인 “µ”이 일반적으로 혼동되기 쉬운 문자이기 때문에 이를 피하기 위한 보편적인 조치이다.[참고 5]
7. ↑  “메가그램” 단위는 도량형 표기의 일관성이 엄격하게 지켜져야 하는 일부 기술적인 문서를 제외하고는 거의 사용되지 않는다. 그 대신, “톤”이 보편적으로 사용된다.
8. ↑  영어권에서는 “metric ton”도 사용됨
9. ↑  공식적인 표기인 “테라그램”(Tg) 대신 메가톤(Mt)이 폭발물의 폭발력을 나타내는 단위로 흔히 사용된다.